# Yuya Kubo
Yûya Kubo (久保 裕也), né le 24 décembre 1993 à Yamaguchi dans la préfecture éponyme de Yamaguchi au Japon, est un footballeur international japonais. Il joue au poste de milieu offensif ou d'attaquant au FC Cincinnati en MLS.

## Biographie

### Parcours en équipe de jeunes
À l'âge de six ans, Yûya Kubo commence le football au FC Yamaguchi, club local de la ville de Yamaguchi. De 2006 à 2008, il joue au Konan Junior High School.

### Kyoto Sanga
En 2009, à l'âge de 15 ans, il commence à jouer pour le Kyoto Sanga FC avec l'équipe des moins de 18 ans alors qu'il est encore au secondaire. En aout 2010, il est promu en équipe première à l'âge de seize ans.
Lors de la saison 2011-2012, il joue principalement en équipe première, en marquant 13 buts en 33 matchs. Il joue un rôle clé dans l'équipe du Kyoto Sanga FC, en atteignant même la finale de la Coupe du Japon 2011. Néanmoins, le Kyoto Sanga FC perdra la finale 2-4 contre le FC Tokyo malgré un but de sa part.

### Young Boys Berne

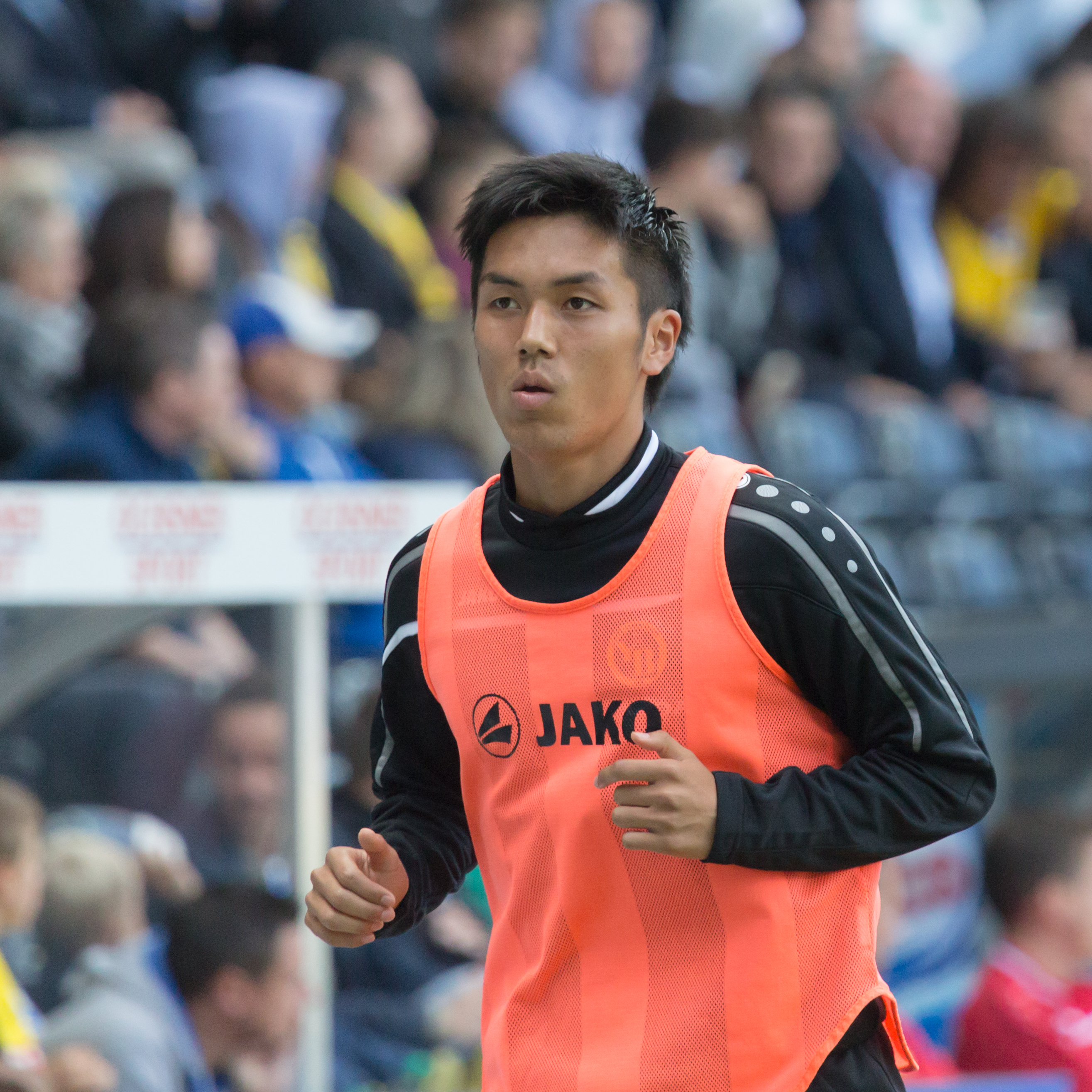
Yuya Kubo avec le Young Boys Berne en 2014

Le 18 juin 2013, le Kyoto Sanga FC annoncé le transfert de Yuya Kubo au club suisse du BSC Young Boys. Il fait ses débuts en Swiss Super League le 13 juillet en jouant 19 minutes lors de la victoire 2-0 contre le FC Sion en ouverture de saison. Le 28 juillet 2013, il marque deux buts et donne un assist après avoir commencé la rencontre sur la banc contre le FC Thoune. Son implication permet à son équipe de gagner 3-2. Lors de cette 3ème journée de championnat, il marquera son premier but en Swiss Super League.

### La Gantoise et prêt au 1.FC Nuremberg
Le 25 janvier 2017, il s'engage avec le club belge de La Gantoise, pour un montant de 3,5 millions d'euros. Il dispute son premier match le 29 janvier 2017 lors de la victoire 2-0 contre le Club Bruges et marque le premier but Gantois du match. Il marque également lors des rencontres suivantes contre Zulte Waregem et Malines.

## Statistiques
| Saison                | Club                  | Championnat           | Championnat | Championnat | Coupe(s) nationale(s) | Coupe(s) nationale(s) | Supercoupe | Supercoupe | Compétition(s) continentale(s) | Compétition(s) continentale(s) | Compétition(s) continentale(s) | Séries | Séries | Total | Total |
| Saison                | Club                  | Division              | M.          | B.          | M.                    | B.                    | M.         | B.         | Comp.                          | M.                             | B.                             | M.     | B.     | M.    | B.    |
| 2011                  | Kyoto Sanga           | J. League 2           | 30          | 10          | 3                     | 3                     | -          | -          | -                              | -                              | -                              | -      | -      | 33    | 13    |
| 2012                  | Kyoto Sanga           | J. League 2           | 20          | 1           | 0                     | 0                     | -          | -          | -                              | -                              | -                              | -      | -      | 20    | 1     |
| 2013                  | Kyoto Sanga           | J. League 2           | 16          | 7           | 0                     | 0                     | -          | -          | -                              | -                              | -                              | -      | -      | 16    | 7     |
| Sous-total            | Sous-total            | Sous-total            | 66          | 18          | 3                     | 3                     | -          | -          | -                              | -                              | -                              | -      | -      | 69    | 21    |
| 2013-2014             | BSC Young Boys        | Super League          | 34          | 7           | 3                     | 2                     | -          | -          | -                              | -                              | -                              | -      | -      | 37    | 9     |
| 2014-2015             | BSC Young Boys        | Super League          | 27          | 5           | 2                     | 0                     | -          | -          | C3                             | 10                             | 2                              | -      | -      | 39    | 7     |
| 2015-2016             | BSC Young Boys        | Super League          | 29          | 9           | 3                     | 2                     | -          | -          | C3                             | 4                              | 0                              | -      | -      | 36    | 11    |
| 2016-2017             | BSC Young Boys        | Super League          | 14          | 5           | 3                     | 5                     | -          | -          | C3                             | 8                              | 2                              | -      | -      | 25    | 12    |
| Sous-total            | Sous-total            | Sous-total            | 104         | 26          | 11                    | 9                     | -          | -          | -                              | 22                             | 4                              | -      | -      | 137   | 39    |
| 2016-2017             | La Gantoise           | Pro League            | 17          | 11          | 0                     | 0                     | -          | -          | C3                             | 0                              | 0                              | -      | -      | 17    | 11    |
| 2017-2018             | La Gantoise           | Pro League            | 37          | 11          | 3                     | 0                     | -          | -          | C3                             | 2                              | 0                              | -      | -      | 42    | 11    |
| 2018-2019             | La Gantoise           | Pro League            | 2           | 0           | 0                     | 0                     | -          | -          | -                              | -                              | -                              | -      | -      | 2     | 0     |
| 2018-2019             | 1.FC Nuremberg (prêt) | Bundesliga            | 22          | 1           | 1                     | 0                     | -          | -          | -                              | -                              | -                              | -      | -      | 23    | 1     |
| 2019-2020             | La Gantoise           | Pro League            | 6           | 0           | 1                     | 1                     | -          | -          | C3                             | 5                              | 2                              | -      | -      | 12    | 3     |
| Sous-total            | Sous-total            | Sous-total            | 62          | 22          | 4                     | 1                     | -          | -          | -                              | 7                              | 2                              | -      | -      | 73    | 25    |
| 2020                  | FC Cincinnati         | MLS                   | 20          | 3           | -                     | -                     | -          | -          | -                              | -                              | -                              | -      | -      | 20    | 3     |
| 2021                  | FC Cincinnati         | MLS                   | 29          | 0           | -                     | -                     | -          | -          | -                              | -                              | -                              | -      | -      | 29    | 0     |
| 2022                  | FC Cincinnati         | MLS                   | 27          | 1           | 1                     | 0                     | -          | -          | -                              | -                              | -                              | 1      | 0      | 29    | 1     |
| 2023                  | FC Cincinnati         | MLS                   | 7           | 0           | 3                     | 1                     | -          | -          | LCup                           | 0                              | 0                              | -      | -      | 10    | 1     |
| Sous-total            | Sous-total            | Sous-total            | 83          | 4           | 4                     | 1                     | -          | -          | -                              | 0                              | 0                              | 1      | 0      | 88    | 5     |
| Total sur la carrière | Total sur la carrière | Total sur la carrière | 337         | 71          | 23                    | 14                    | 0          | 0          | -                              | 29                             | 6                              | 1      | 0      | 390   | 91    |

## Palmarès

### En club
Kyoto Sanga
- Finaliste de la Coupe du Japon en 2011

 BSC Young Boys
- Vice-champion de Suisse en 2015, 2016 et 2017

 KAA La Gantoise
- Vice-champion de Belgique en 2017

 FC Cincinnati
- Vainqueur du Supporters' Shield en 2023.

### En sélection nationale
Japon -23 ans
- Vainqueur du Championnat d'Asie des moins de 23 ans en 2016